# 289 (numero)
Duecentottantanove (289) è il numero naturale dopo il 288 e prima del 290.

## Proprietà matematiche
- È un numero dispari.
- È un numero composto con 3 divisori: 1, 17, 289. Poiché la somma dei suoi divisori (escluso il numero stesso) è 18 < 289, è un numero difettivo.
- È un quadrato perfetto, infatti 172 = 289; di conseguenza, la radice quadrata di 289 è 17.
- È parte delle terne pitagoriche (136, 255, 289), (161, 240, 289), (289, 2448, 2465), (289, 41760, 41761).
- È un numero palindromo nel sistema di numerazione posizionale a base 4 (10201) e nel sistema numerico esadecimale.
- È un numero fortunato.
- È un numero di Friedman nel sistema numerico decimale.

## Astronomia
- 289P/Blanpain è una cometa periodica del sistema solare.
- 289 Nenetta è un asteroide della fascia principale del sistema solare.

## Astronautica
- Cosmos 289 è un satellite artificiale russo.